# Noah (hudební skupina)
Noah (dříve Peterpan) je indonéska pop-rocková skupina. Byla založena v roce 2000.
Skupinu tvoří tři stálí členové: Nazril Irham (Ariel), Loekman Hakim a David Kurnia Albert.
Od roku 2015 skupina prodala v Indonésii více než 9 milionů alb (informace z roku 2020) a dvě z nich byla zařazena do seznamu nejprodávanějších indonéských alb všech dob (Bintang di Surga  – #3; Seperti Seharusnya – #6).
Formace si získala významnou popularitu v sousední Malajsii.

## Diskografie
- 2000: Taman Langit (prodej: 850 000)
- 2004: Bintang Di Surga (prodej: 3 200 000)
- 2005: Menunggu Pagi (prodej: 1 200 000)
- 2007: Hari Yang Cerah (prodej: 745 000)
- 2008: Sebuah Nama Sebuah Cerita (prodej: 230 000)
- 2012: Seperti Seharusnya (prodej: 1 300 000)